# Скандинавиан Стар

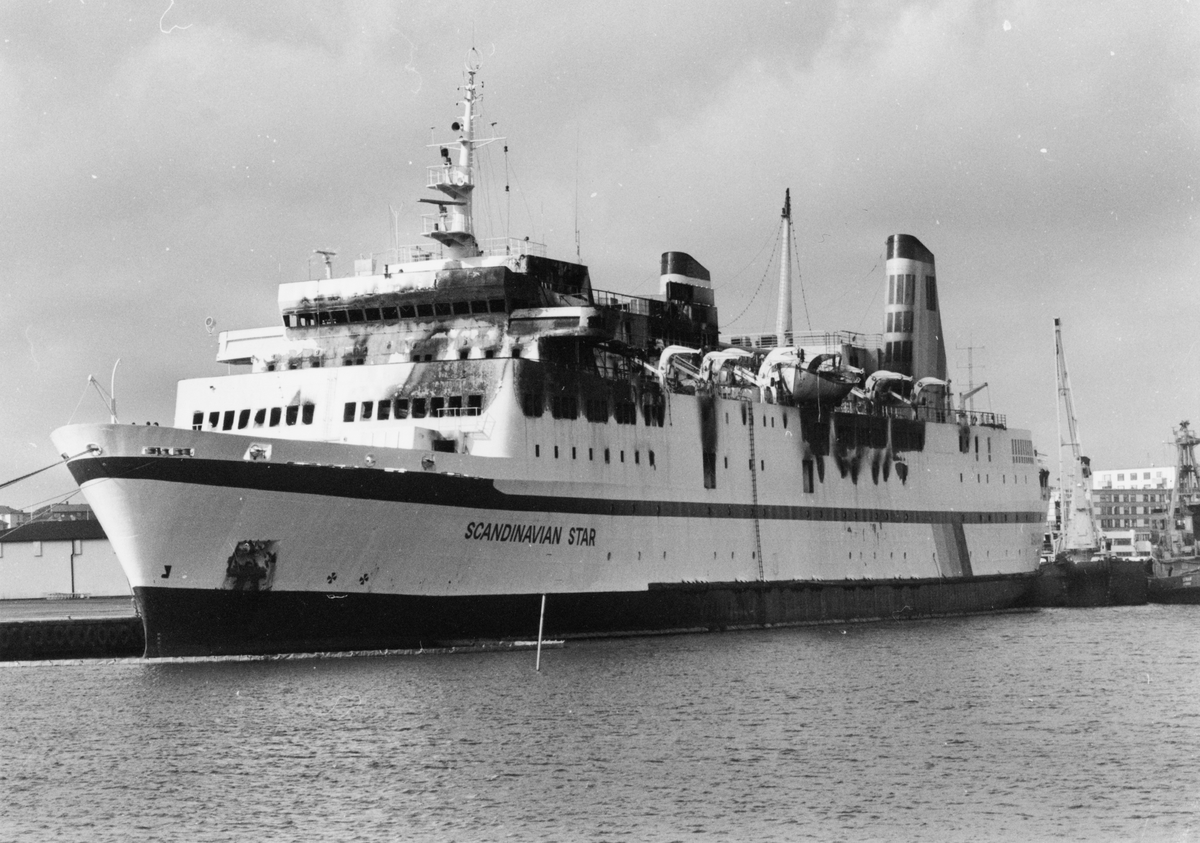
«Скандинавиан Стар» после пожара

«Скандинавиан Стар» (швед. M/S Scandinavian Star) — шведский морской паром, на борту которого в результате пожара в проливе Скагеррак 7 апреля 1990 года погибло 158 человек.

## История парома
Паром был построен во Франции в 1971 году и долгое время обслуживал рейсы между Флоридой и Багамами. На маршрут Осло — Фредериксхавн он был направлен 3 апреля 1990 года.

## Катастрофа
Паром с 395 пассажирами и 100 членами экипажа на борту вышел в море 6 апреля. Пожар вспыхнул ночью и в 2:27 капитан отдал приказ о эвакуации. Но из-за ошибочных координат спасение корабля было затруднено. 8 апреля корабль был отбуксирован в порт Люсечиль. В связи с катастрофой в Норвегии был объявлен двухдневный траур.

## В кино
Крушению «Скандинавиан Стар» посвящён один из эпизодов сериала «Секунды до катастрофы».

## Память
7 апреля 2006 года в Осло, недалеко от крепости Акерсхус, был открыт мемориал жертвам трагедии.